# Annie Besant
Annie Besant (født 1. oktober 1847 i London, England, død 20. september 1933 i Tamil Nadu, Indien) var en bemærkelsesværdig britisk social reformator, feminist, teosof og forfatter. Hendes liv og karriere spændte over en bred vifte af aktiviteter, og hun blev en fremtrædende figur i det 19. og tidlige 20. århundredes intellektuelle og sociale bevægelser.

## Liv og værk
I sine tidlige år var hun en engageret socialist og feminist og blev kendt for sit arbejde som taler og skribent inden for disse områder.
Besant var en stærk fortaler for kvinderettigheder og social retfærdighed. Hun var involveret i fagforeningsarbejde og kæmpede for bedre arbejdsforhold og lønforhold for arbejderklassen. Som journalist skrev hun for forskellige progressive publikationer og blev kendt for sin kontroversielle rapportering, især om emner som seksualundervisning og familieplanlægning.
I 1889 mødte Besant Helena Petrovna Blavatsky, stifteren af Theosophical Society, og blev hurtigt interesseret i teosofi. Besant konverterede til teosofien og blev en nøglefigur inden for Theosophical Society. Efter Blavatskys død blev Annie Besant valgt som præsident for Theosophical Society i 1907, og hun fortsatte med at lede organisationen i mange år. Besant arbejdede tæt sammen med C.W. Leadbeater og udviklede teosofiske ideer og lære, herunder ideen om "adelsbarn" og detaljerede beskrivelser af de indre verdener.
Besant flyttede til Indien i 1893 og blev en vigtig figur i landets uafhængighedsbevægelse. Hun arbejdede for sociale og religiøse reformer og støttede aktivt indisk uafhængighed.